# Флорентіно-Амегіно (округ)
Округ Флорентіно-Амегіно (ісп. Florentino Ameghino) — адміністративно-територіальна одиниця 2-ого рівня у провінції Буенос-Айрес в центральній Аргентині. Адміністративний центр округу — Флорентіно-Амегіно (ісп. Florentino Ameghino).
Населення округу становить 8869 осіб (2010). Площа — 1824 кв. км.

## Історія
Округ заснований у 1991 році.

## Населення
У 2010 році населення становило 8869 осіб. З них чоловіків — 4419, жінок — 4450.

## Політика
Округ належить до 4-ого виборчого сектору провінції Буенос-Айрес.